# Ozero Gorki
Ozero Gorki (ryska: Озеро Горки) är en korvsjö i Belarus.   Den ligger i voblasten Homels voblast, i den centrala delen av landet, 250 km sydost om huvudstaden Minsk. Ozero Gorki ligger 115 meter över havet.
I omgivningarna runt Ozero Gorki växer i huvudsak blandskog. Runt Ozero Gorki är det ganska glesbefolkat, med 24 invånare per kvadratkilometer.